# Queso trapense
El queso trapense es una marca de quesos elaborados por monjes y monjas cistercienses en abadías de la Orden de la Trapa, y que llevan el logo «Authentic Trappist Product Label» otorgado por la Asociación Internacional Trapense. Para llevar la marca «trapense», los quesos tienen que ser elaborados en el monasterio o a proximidad por monjes o monjas, la gestión de la quesería tiene que ser subordinada a la vida monástica, y los beneficios tienen que invertirse únicamente en el sustento del monasterio y en obras de caridad.

## Quesos trapenses
Las abadías trapenses de muchos países elaboran quesos pero, a fecha de enero de 2014, solo cinco abadías de Bélgica, Francia y Austria fabrican quesos autorizados a ser denominados «trapenses»:
- Quesos de la abadía de Chimay (Bélgica). Elaborados por los monjes de la abadía de Notre-Dame de Scourmont, cerca de Chimay, estos cinco quesos se fabrican con leche recogida exclusivamente en la región de Chimay y se curan en las bodegas de la abadía. Tienen forma redonda, con corteza natural y de pasta semidura o dura, y con maduración de 5 semanas a 8 meses según el queso. Aquí se elaboran también unas famosas cervezas que llevan el nombre de Chimay.
- Queso de la abadía de Orval (Bélgica). Elaborado con leche procedente de la región de Gaume, donde se encuentra la abadía, tiene como precedente el queso que se elaboraba en la abadía francesa de Notre Dame de Port-du-Salut. Tiene pasta relativamente blanda, untuosa, no cocida, de corteza natural lavada. Pertenece a la categoría de quesos belgas llamados Plateau.
- Queso de la abadía de Westmalle (Bélgica). De producción limitada, el queso se elabora con leche cruda de los pastos de la abadía.
- Queso de la abadía de Mont des Cats (Francia). Situada en Francia, cerca de la frontera belga, la abadía produce tres quesos con una maduración de un mes.
- Queso de la abadía de Engelszell (Austria). Elaborado en la quesería del vecino monasterio cisterciense de Stift Schlierbach, que produce otros quesos que no gozan de la marca, su denominación es «Bio-Queso trapense de Engelszell». Es un queso blando de corteza lavada.

## Características
Son semiprensados en su mayoría, elaborados a nivel artesanal o industrial con leche de vaca pasteurizada o cruda según la región. Hay gran variedad de ellos, y las cortezas pueden ir desde el color blanco al dorado u ocre. Su sabor es suave, resultando en ocasiones especiado hasta sutilmente fuerte.

## Quesos con origen trapense
Existen varios quesos reputados que fueron creados y fabricados en su origen por monjes trapenses, pero cuya marca comercial y elaboración han sido cedidos a grandes queserías.
El renombrado queso Port-Salut nació en el siglo XIX en la abadía cisterciense Notre-Dame de Port-du-Salut, en Entrammes, en el departamento francés de Mayenne. Debido a su gran éxito y para proteger su autenticidad, los monjes registraron la marca «Port Salut» en 1874, y se decidió que las imitaciones llevarían la denominación «Saint Paulin». Ante la expansión del mercado y de la producción, en 1959 los monjes decidieron vender el nombre a la sociedad anónima «Les Fermiers Réunis». La abadía ya no elabora quesos.
El queso Echte Loo ("Loo verdadero") que proviene de la localidad flamenca de Loo, se basa en una antigua receta de los monjes de la antigua abadía de Loo y es comercializado por la marca Passendale.